# Geraberg
Geraberg è una frazione del comune tedesco di Geratal.

## Storia
Il 1º gennaio 2019 il comune di Geraberg venne fuso con i comuni di Frankenhain, Geschwenda, Gossel, Gräfenroda e Liebenstein, formando il nuovo comune di Geratal.

## Amministrazione
La frazione di Geraberg è rappresentata da un sindaco di frazione (Ortsschaftsbürgermeister) e da un consiglio locale (Ortschaftsrat).